# Nanquan Beitui
Nanquan Beitui (南拳北腿, Pugno del Sud, Calcio del Nord) è un modo di dire che rimarca la distinzione tra gli stili marziali provenienti dal Nord e quelli provenienti dal Sud della Cina.
Sebbene nel Nord siano praticati stili quali il Chuojiao, il Chaquan o lo Huaquan che accordano alle tecniche di gambe un ruolo preponderante (il Chuojiao per esempio possiede 81 tecniche di gambe), ve ne sono altrettanti fondati sull'utilizzo preponderante degli arti superiori, quali Fanziquan, Piguaquan, Bājíquán, Tongbeiquan, ecc.
D'altra parte certi stili del Sud sono famosi per le loro Tecniche di Gambe, per esempio il Gouquan che è specializzato nel loro utilizzo nel combattimento al suolo, o come il Mojiaquan. Una differenza che si può sottolineare invece tra stili del Nord e del Sud è l'utilizzo del corpo e la mobilizzazione dell'energia. In effetti il Beiquan richiede il rilassamento del corpo, la concatenazione fluida delle tecniche ed il cercare l'allungamento per favorire lo stiramento dell'asse vertebrale e della cintura scapolare.
Il proverbio più completo sarebbe “Nanquan Beitui Dongqiang Xigun” (南拳北腿东枪西棍) cioè “Pugni del Sud, calci del Nord, Lancia all'Est, Bastone all'Ovest”, che addirittura ripartisce geograficamente anche le abilità nell'utilizzo di Lancia (qiang) e Bastone (gun).

## Altro
Con il titolo Nanquan Beitui  南拳北腿 nel 1976 è stato prodotto ad Hong Kong un film, dal titolo in Inglese Secret Rivals (ma anche Silver Fox Rivals, Enter the Silver Fox, The Northern Leg and Southern Fist ), della durata di 84 minuti, diretto da Wu Siyuan (吴思远), più conosciuto come James Nam o See-Yuen Ng, ed interpretato da Liu Zhonglian (刘忠良, John Liu) nei panni di Shao Yi-Fei, Jang Lee Hwang nei panni di Silver Fox, e con la partecipazione di Yuen Biao (元彪, Yuan Biao).